# Дія.Освіта
Дія.Освіта — державна платформа онлайн‑навчання, створена у межах проєкту Дія Міністерства цифрової трансформації України . Пропонує безкоштовні освітні серіали, курси та тестування для підвищення цифрової грамотності, розвитку підприємницьких, професійних і соціальних навичок громадян.

## Історія
Проєкт стартував у грудні 2019 року під назвою «Дія.Цифрова освіта». У 2023 році бренд був оновлений до коротшої назви — «Дія.Освіта», яка краще відображає ширший спектр тем, не лише цифрову грамотність.

## Мета та завдання
Платформа створена для:
- підвищення цифрової грамотності громадян України;
- надання доступу до безоплатного навчання в зручному онлайн‑форматі;
- розвитку навичок, необхідних для працевлаштування, підприємництва та участі в громадському житті;
- підтримки освіти в умовах війни, внутрішнього переміщення та цифрової трансформації.

## Контент платформи
На платформі розміщено:
- Освітні серіали — короткі відеокурси з тем на кшталт «Кібергігієна», «Базові цифрові навички», «Як шукати роботу під час війни», «Підприємництво для ветеранів»;
- Інтерактивні тести та сертифікація — після проходження більшості курсів доступний сертифікат;
- Навчальні програми для держслужбовців, педагогів, бібліотекарів;
- Курси партнерських організацій — від Google, Microsoft, UNDP, IREX, Міністерства освіти і науки тощо.

## Аудиторія
Платформа орієнтована на широке коло користувачів:
- школярі та студенти;
- внутрішньо переміщені особи;
- ветерани та військовослужбовці;
- державні службовці;
- викладачі та освітяни;
- люди, які втратили роботу або хочуть опанувати нову професію.

## Технічні особливості
- Платформа розроблена за принципами доступності (адаптована для людей з порушеннями зору);
- Відео мають українські субтитри;
- Підтримується мобільна версія;
- Користувачі можуть авторизуватись за допомогою електронної пошти або BankID.

## Партнерства
Серед партнерів Дія.Освіта — Google, Microsoft, UNDP, IREX, USAID, Національне агентство з питань запобігання корупції, Prometheus, EdEra, Міністерство освіти і науки України, Центр демократії та верховенства права.

## Оцінки та вплив
За перші три роки роботи платформу відвідали понад 2 млн користувачів. У 2022–2023 роках платформа була використана для запуску програм для ветеранів, жінок‑підприємниць та осіб, які шукають роботу через наслідки війни.